# کلود اوتان-لارا
کلود اوتان-لارا (فرانسوی: Claude Autant-Lara‎؛ زاده ۵ اوت ۱۹۰۱ - درگذشته ۵ فوریه ۲۰۰۰) کارگردان و فیلم‌نامه‌نویس اهل فرانسه بود. وی بین سال‌های ۱۹۱۹ تا ۱۹۷۷ میلادی فعالیت می‌کرد. وی عضو پارلمان اروپا نیز بود.

## زندگی‌نامه
متولد ۱۹۰۱ در لوزارش، بعد از تحصیل در پاریس و لندن و مدرسه هنرهای زیبای پاریس از ۱۹۱۹ در مقام طراح صحنه وارد کارهای سینمایی می‌شود. بعد از مدتی دستیار دوم کارگردان در فیلم «پاریس خفته» می‌گردد و سپس به عنوان دستیار اول در «سفر خیالی» (۱۹۲۳) انتخاب می‌شود و در همین سال کارگردانی اولین فیلم خود را نیز انجام می‌دهد، بعد از آنکه مدتی به عنوان دستیار کارگردان با رنه کلر همکاری می‌کند از ۱۹۳۰ تا ۱۹۳۳ کارش را در هالیوود دنبال می‌نماید سرانجام فیلم «شریک من آقای دیویس» را در لندن می‌سازد

## فیلمشناسی
1. حوادث (۱۹۲۳)
2. ویتل (۱۹۲۶)
3. نانا (۱۹۲۶)
4. ساختن آتش (۱۹۲۷)
5. ژاندارم بی رحم (۱۹۳۲)
6. مشتری جدی (۱۹۳۲)
7. آقای دوک (۱۹۳۲)
8. آقا را به ناهارت دعوت کن (۱۹۳۲)
9. سیبولت (۱۹۳۳)
10. شریک من آقای دیویس (۱۹۳۶)
11. جویبار (۱۹۳۷)
12. نامه‌های عشق (۱۹۴۲)
13. شیرین (۱۹۴۳)
14. سیلوی و روح (۱۹۴۵)
15. مواظب آملی باش (۱۹۴۷)
16. مسافرخانهٔ سرخ (۱۹۵۱)
17. هفت گناه کبیره (۱۹۵۱)
18. سرخ و سیاه (۱۹۵۳)
19. مارگریت شب (۱۹۵۵)
20. عبور از پاریس (۱۹۵۶)
21. به هنگام بدبختی (۱۹۵۸)
22. قمارباز (۱۹۵۸)
23. مادیان سبز (۱۹۵۹)
24. جنگل عشاق (۱۹۶۰)
25. تو نخواهی کشت (۱۹۶۱)
26. زنده باد آنری چهارم، زنده باد عشق (۱۹۶۱)
27. کنت مونت کریستو (۱۹۶۱)
28. قاتل (۱۹۶۲)
29. پول ژوزفا (۱۹۶۳)
30. خاطرات یک پرستار (۱۹۶۵)
31. خاطرات جدید یک پرستار (۱۹۶۶)
32. قدیمی‌ترین حرفهٔ عالم (۱۹۶۷)
33. فرانسیسکن دوبورژ (۱۹۶۷)
34. بی رگ‌ها (۱۹۶۹)
35. سرخ و سفید (۱۹۷۱)
36. گلوریا (۱۹۷۷)